# Chondrocladia magna
Chondrocladia magna är en svampdjursart som beskrevs av Tanita 1965. Chondrocladia magna ingår i släktet Chondrocladia och familjen Cladorhizidae.
Artens utbredningsområde är havet kring Japan. Inga underarter finns listade i Catalogue of Life.